# Luieruitslag
Luieruitslag is een aandoening die bij baby's voorkomt door het dragen van luiers. 
De uitslag ontstaat vooral in huidplooien, zoals bilplooi en liezen. Urine dat inwerkt op de huid is de belangrijkste factor hierbij. Bij het gebruik van wegwerpluiers treedt het veel minder vaak op dan bij katoenen luiers. Bijkomend is er vaak infectie met gistcellen (candidiasis), vooral veroorzaakt door de soort Candida albicans.
Luieruitslag wordt gekenmerkt door vurige roodheid in huidplooien van het luiergebied, vaak met een vrij abrupte overgang naar gewone huid. De aangedane huid is vaak wat nattend, en erosief (schaafwond-achtig).

## Behandeling
De huid beschermen tegen vocht, door vaker de luier te verwisselen. Als bij elke verschoning zinkzalf wordt aangebracht, is dat vaak voldoende. Soms kan ook een crème met een antischimmelmiddel gebruikt worden, zoals ketoconazol of miconazol.